# Tramwaje w Amsterdamie

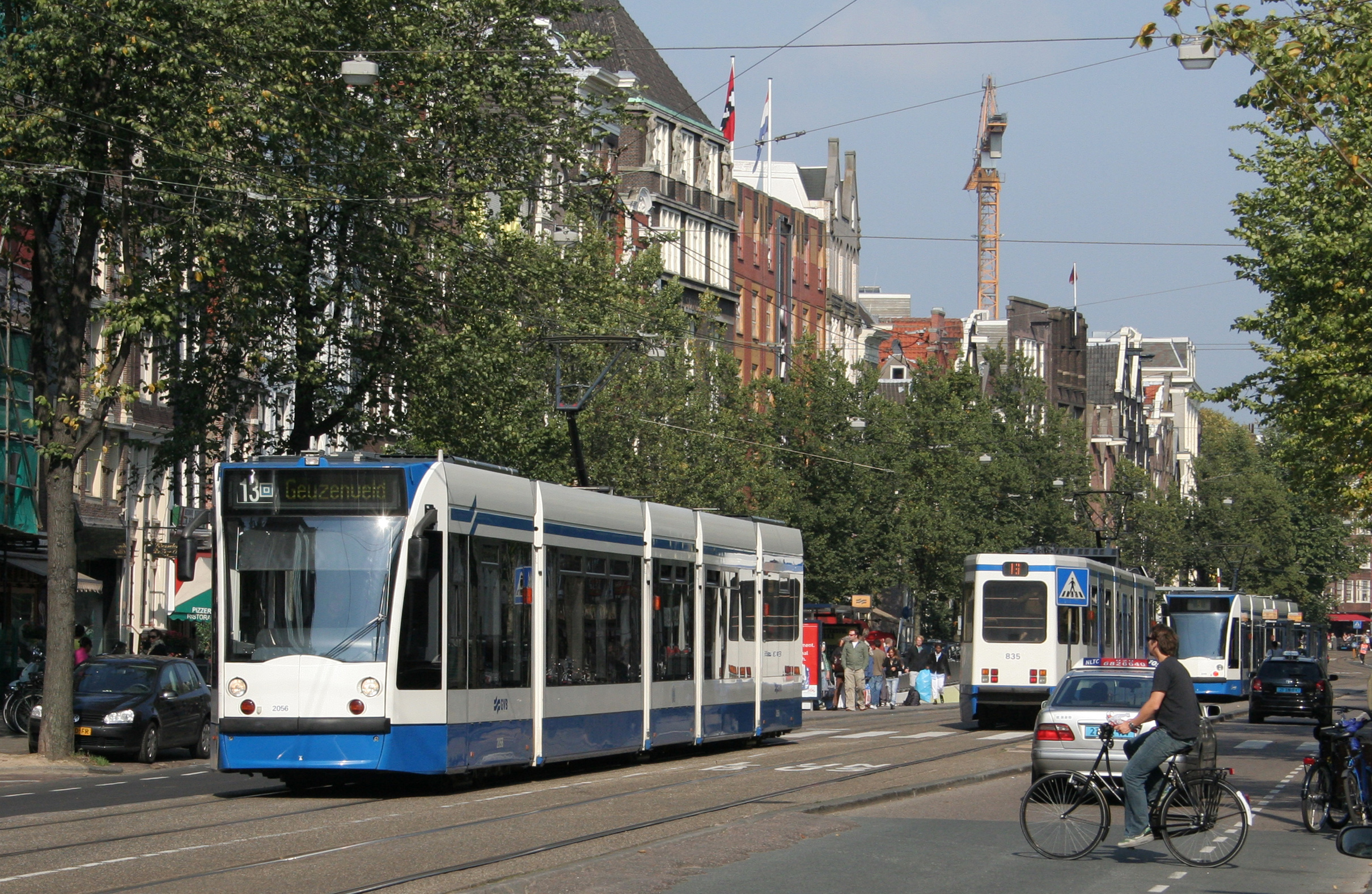
Siemens Combino na linii nr 13 (2009)

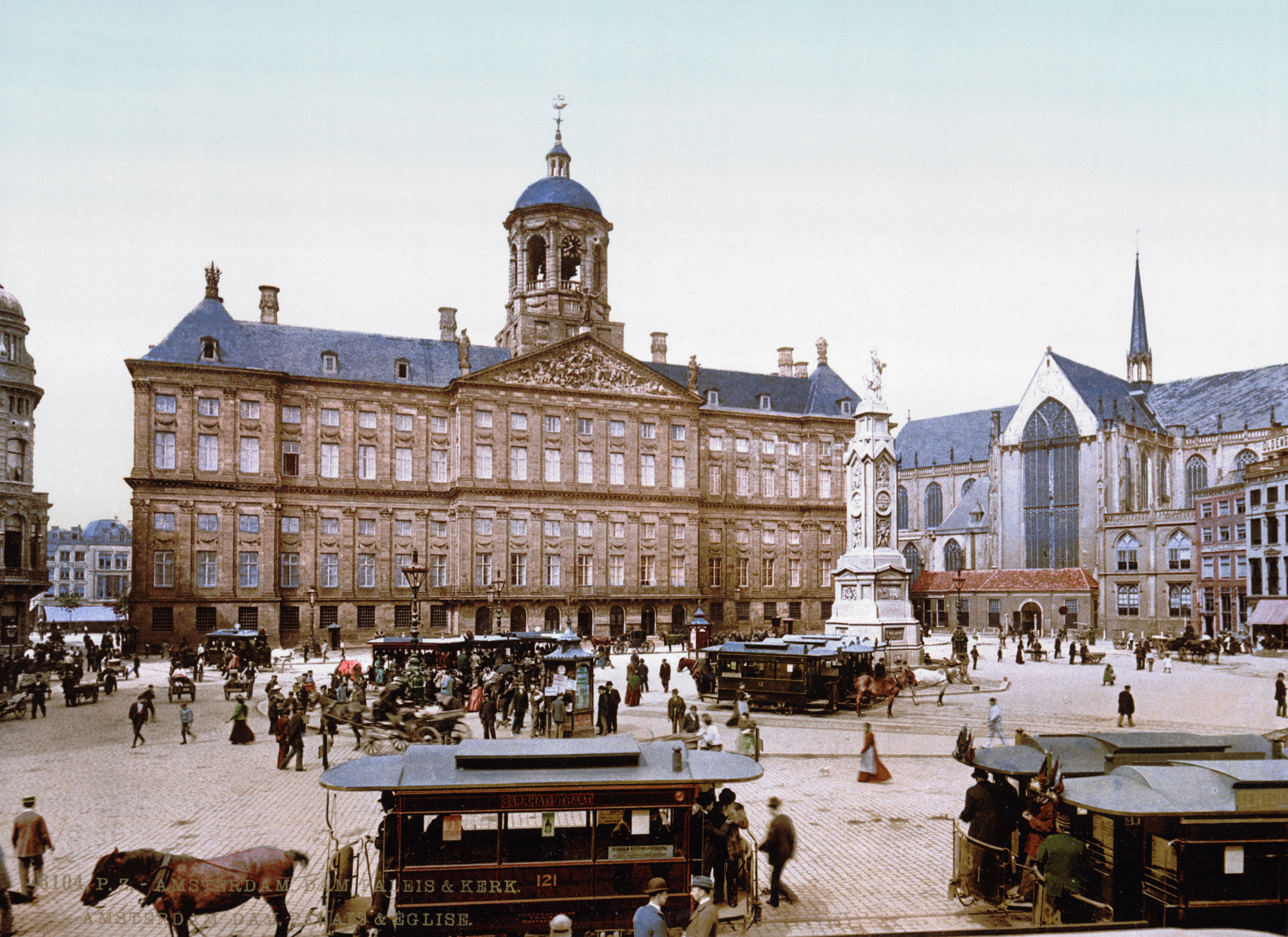
Tramwaje konne na ulicach Amsterdamu (1900)

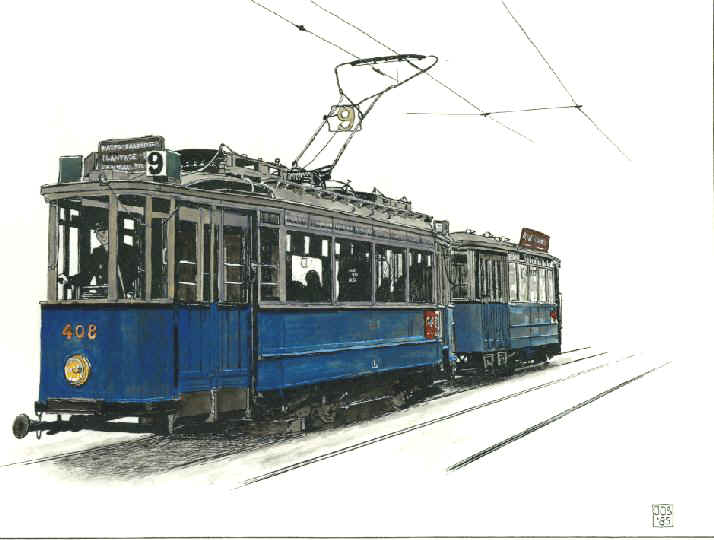
Skład dwuosiowych wagonów z 1929; tramwaje tego typu eksploatowano do 1968

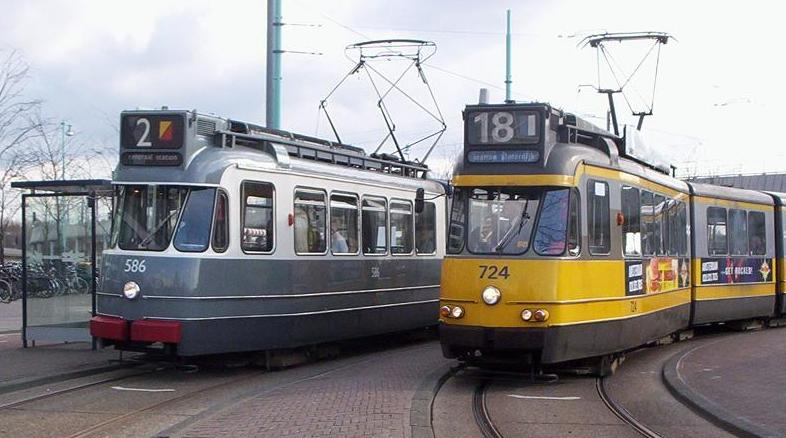
Amsterdamskie tramwaje przegubowe wyprodukowane przez zakłady Beijnes

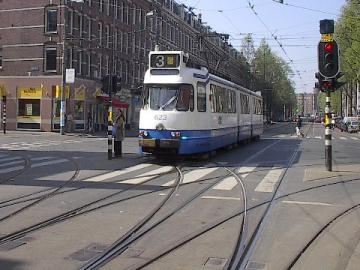
Tramwaj typu Beijnes w centrum Amsterdamu. Wagony tego typu eksploatowano w latach 1957–2004

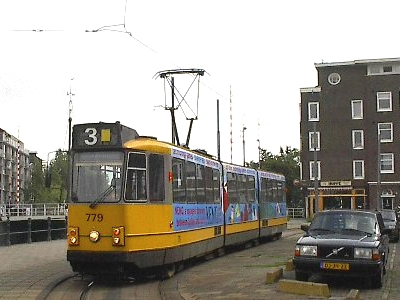
Tramwaj typu 8G. Ten typ tramwaju eksploatowano w latach 1974–2003

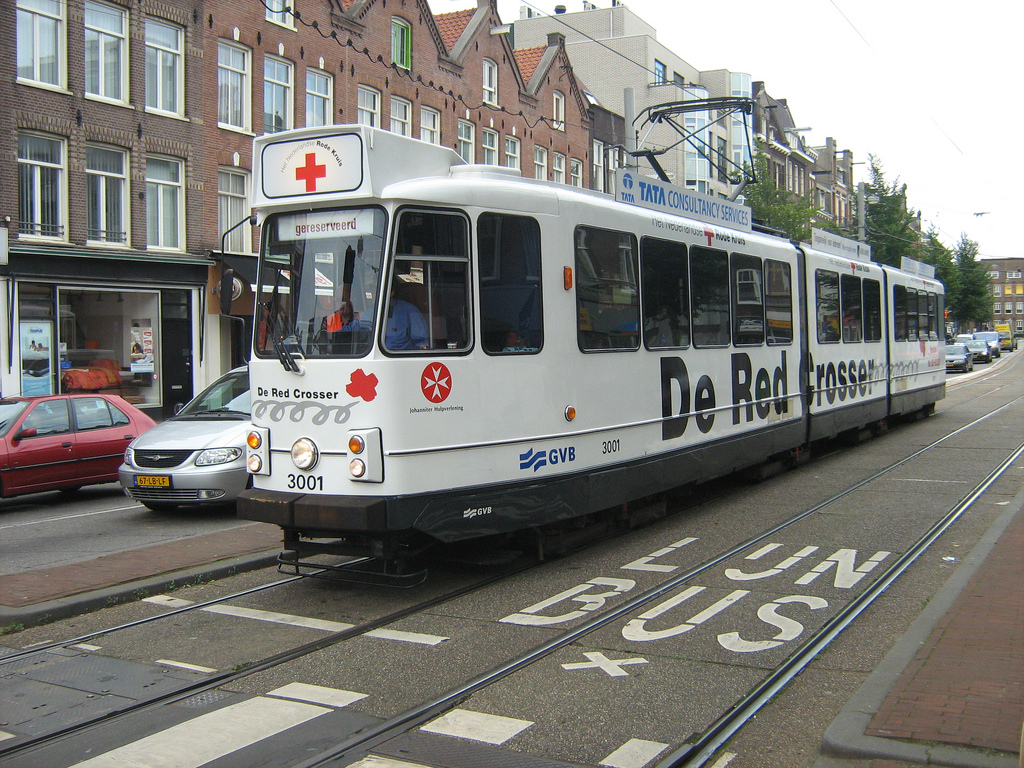
De Red Crosser nr 3001 (ex 767) – tramwaj Czerwonego Krzyża

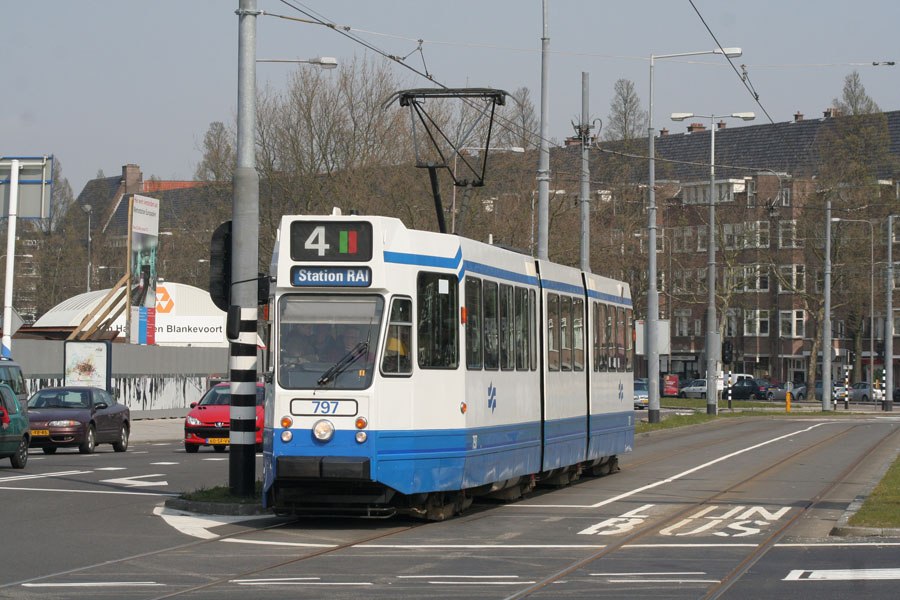
Ośmioosiowy tramwaj typu 9G/10G

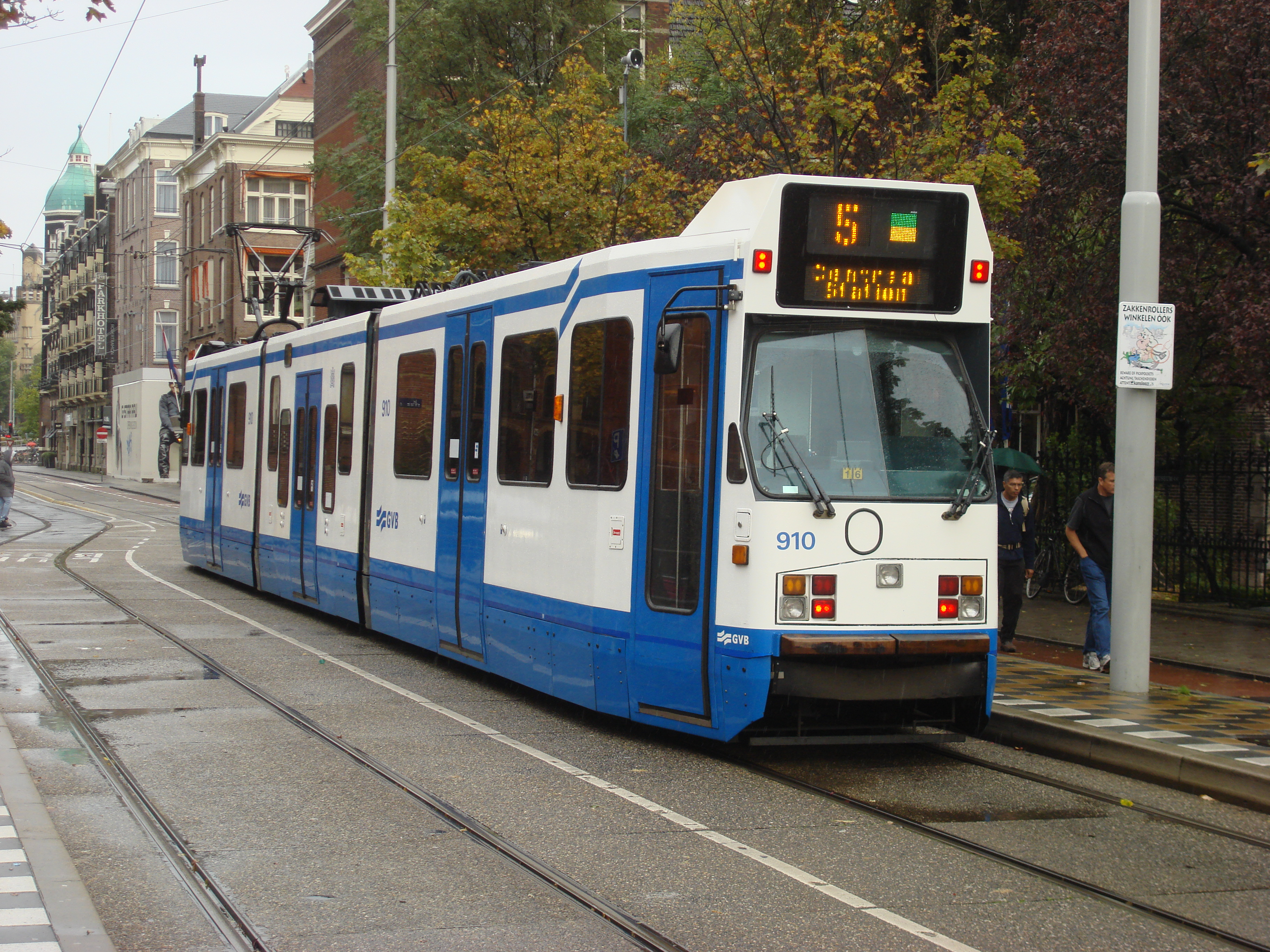
Tramwaj na linii nr 5

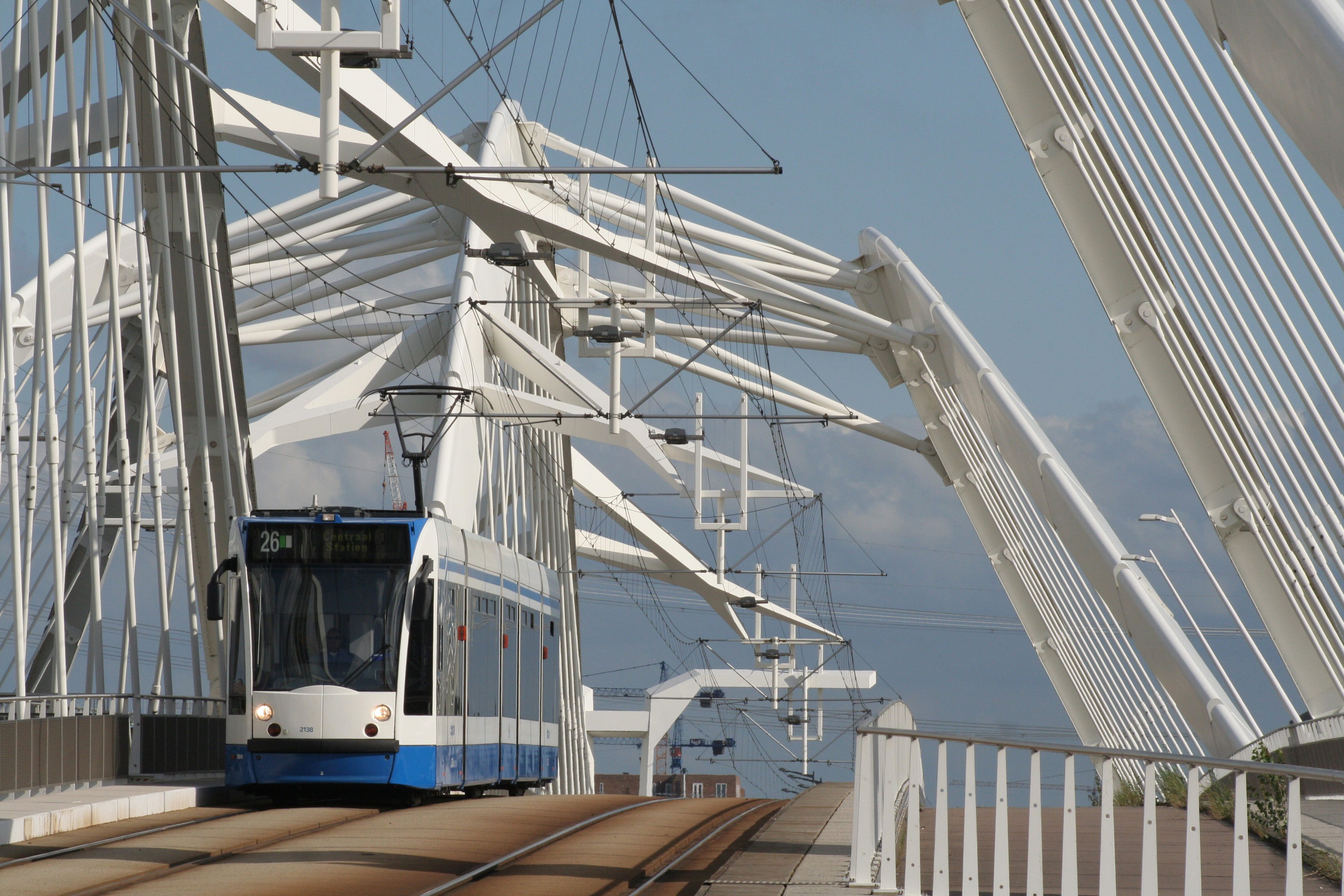
Siemens Combino na trasie najnowszej miejskiej linii tramwajowej do IJburga

Tramwaje w Amsterdamie (niderl. Amsterdamse tram) – część systemu transportu publicznego funkcjonującego w stolicy Holandii, Amsterdamie. Operatorem sieci tramwajowej jest przedsiębiorstwo Gemeentevervoerbedrijf Amsterdam (GVB, pol. Miejski Zakład Komunikacyjny Amsterdam), które zarządza także systemem linii autobusowych w mieście.
Rozstaw szyn tramwajowych w Amsterdamie wynosi 1435 mm. Tramwaje są zasilane siecią trakcyjną o napięciu 600 V. Prawie wszystkie trasy tramwajowe zakończone są pętlami, w związku z czym większość taboru stanowią wagony jednokierunkowe. Jedynie na linii numer 5 eksploatowane są wagony dwukierunkowe, gdyż nie jest ona zakończona pętlą. 
Sieć składa się z 15 linii tramwajowych, poruszających się po sieci o długości 200 km, przy czym niektóre odcinki wykorzystywane są tylko do przejazdów technicznych. W eksploatacji znajduje się obecnie 200 tramwajów, w tym 24 dwukierunkowe używane na linii 5 (stan z 2013 roku).

## Historia

### Tramwaje konne
3 czerwca 1875 r. na ulice Amsterdamu wyjechał pierwszy tramwaj. Uruchomiona przez przedsiębiorstwo Amsterdamsche Omnibus Maatschappij (skrót AOM, Amsterdamski Transport Omnibusowy) linia tramwaju konnego połączyła dzielnicę Leidseplein z dzielnicą Plantage. W ciągu następnych 25 lat uruchomiono jeszcze 15 linii, dzięki czemu całe śródmieście Amsterdamu uzyskało połączenie z nowymi dzielnicami miejskimi. Nietypowy był rozstaw szyn amsterdamskiego tramwaju konnego, który wynosił 1422 mm (o 13 mm mniejszy od przyjętego za standardowy).

### Tramwaje elektryczne
1 stycznia 1900 r. transport tramwajowy został przejęty przez miasto. Nazwa przedsiębiorstwa została zmieniona na Gemeentetram Amsterdam (GTA), Amsterdamski Tramwaj Gminny). Przejęto od poprzedniego operatora 242 wagony, 758 koni oraz 15 budynków. Wkrótce rozpoczęto elektryfikację linii tramwajowych. Do 1906 r. zelektryfikowano część linii i zmieniono rozstaw szyn na 1435 mm. W 1906 r. kursowało 12 linii elektrycznych (1–11 i 13), na potrzeby których zakupiono 229 nowych tramwajów; jako wagony doczepne wykorzystywano stare tramwaje konne. Ostatnia linia tramwaju konnego, linia nr 12, została zelektryfikowana w 1916 r. 

### Rozwój sieci do 1945 r.
W latach 1910–1930 sieć rozwijała się razem z miastem. Do 1931 r. uruchomiono liczne linie tramwajowe; ich liczba wzrosła z 12 do 25. W 1930 r. eksploatowano 445 wagonów silnikowych i 350 doczepnych (wszystkie tramwaje były dwuosiowe). Od 1922 r. wszystkie wagony tramwajowe kursujące na trasach do dworca kolejowego, wyposażone zostały w skrzynki pocztowe. Na stacji przy dworcu kolejowym przesyłki były odbierane przez urzędników pocztowych i przekazywane do gmachu poczty głównej.
Z powodu kryzysu gospodarczego lat 30. XX wieku, w 1932 r. zawieszono kursowanie 5 linii. Od 1939 r. możliwe było uruchomienie nowych połączeń tramwajowych we wschodniej części miasta, dzięki przeniesieniu linii kolejowej na wiadukt..
W okresie II wojny światowej wzrosła liczba przewożonych pasażerów. W 1943 r. firmę Gemeentetram połączono z firmą Gemeenteveren (Gminne Przejazdy) i utworzono przedsiębiorstwo Gemeentevervoerbedrijf (GVB). Z powodu braku węgla w 1944 r. zawieszono kursowanie wszystkich linii tramwajowych, wiele wagonów (20%) zostało zrabowanych przez niemieckie wojsko i przetransportowanych na wschód.

### Okres powojenny
W czerwcu 1945 r. na ulice Amsterdamu powróciła komunikacja tramwajowa. W celu zastąpienia najstarszych wagonów, od 1948 r. trwały dostawy 60 tramwajów silnikowych i 50 doczep. Wyżej wymienione tramwaje wyprodukowały zakłady w Utrechcie. Po zakończeniu odbudowy sieci, w latach 50. XX wieku, narodził się pogląd, że autobus jest lepszym i nowocześniejszym od tramwaju środkiem transportu. W 1955 r. zakupiono nowoczesne jak na tamte czasy tramwaje przegubowe. Dostarczone w 1957 r. wagony okazały się korzystnym rozwiązaniem; istnienie sieci tramwajowej w Amsterdamie przestało być zagrożone. Do 1968 r. dostarczono 160 tramwajów przegubowych. W 1968 r. wycofano z eksploatacji ostatnie przedwojenne tramwaje dwuosiowe.
W 1971 r. zlikwidowano przewóz przesyłek pocztowych. Na przełomie lat 1972/1973, zakupione w latach 50. XX wieku sześcioosiowe wagony przegubowe zostały powiększone o dodatkowy człon, stając się wagonami ośmioosiowymi. Po zaledwie 35 latach eksploatacji wycofano ostatnie tramwaje trójosiowe.

### Sytuacja obecna
Po powrocie do idei tramwaju jako ważnego środka transportu miejskiego, nowo powstałe osiedla położone na wschodzie miasta połączono z centrum tramwajem. Dzięki temu peryferyjne osiedla miasta otrzymały szybkie połączenie z centrum. W latach 70. XX wieku zakłady Linke-Hoffmann-Busch (LHB) wyprodukowały dwie serie (55 + 37) tramwajów na potrzeby amsterdamskiej sieci. W celu wycofania z eksploatacji najstarszych wagonów tramwajowych, w latach 1989–1990 wyprodukowano w fabryce BN w Belgii 45 tramwajów; były to pierwsze tramwaje niskopodłogowe w Amsterdamie. W 1990 r. uruchomiono linie tramwajowe podmiejskie do Amstelveen i Diemen. Linia do Amstelveen oznaczona została jako Sneltramlinie 51 (szybki tramwaj, linia nr 51).
Ostatnią większą rozbudową sieci była budowa w 2005 r. całkowicie nowej linii nr 26 do IJburga. Częściowo na potrzeby nowej linii sprowadzono w 2001 r. 155 tramwajów typu Siemens Combino; zastąpiły one wyeksploatowane wagony z lat 50. i 60. XX wieku.  
Linia nr 25 została zlikwidowana 15 grudnia 2013 r. po 83 latach kursowania (1930–2013). W związku z likwidacją linii, odcinek torów Victorieplein – President Kennedylaan przestał być wykorzystywany w ruchu liniowym. Pozostawiono jednak tory tramwajowe, gdyż służą one tramwajom zjeżdżającym do zajezdni Lekstraat.

## De Red Crosser
Nazwą De Red Crosser określany jest uruchamiany od 2003 roku przez holenderski Czerwony Krzyż (Nederlandse Rode Kruis) specjalnie wyposażany wagon tramwajowy, którym mogą podróżować osoby niewidome, chronicznie chore, w podeszłym wieku oraz niepełnosprawne. Na potrzeby wyżej wymienionych pasażerów tramwaj 8G firmy Linke-Hofmann-Busch został wyposażony w podnośnik, klimatyzację oraz toaletę z udogodnieniami dla niepełnosprawnych. Tramwajem może podróżować od 20 do 39 osób; wagon może zostać wynajęty po wcześniejszej rezerwacji przez 6 dni w tygodniu.

## Tabor tramwajowy
| Ilustracja | Seria (numery taborowe)                                    | Producent | Liczba, szt. (w eksploatacji) | Nazwa potoczna                                   | Lata dostaw                                                                                      | Eksploatacja od |
| ---------- | ---------------------------------------------------------- | --------- | ----------------------------- | ------------------------------------------------ | ------------------------------------------------------------------------------------------------ | --------------- |
|            | 9G/10G 9G: 780-804 10G: 805-816                            | LHB       | 37 (0)                        | Blokkendozen                                     | 780-799: 1979 800-804: 1980 805-815: 1980 816: 1981                                              | 1979 r.         |
|            | 11G 901-920                                                | BN        | 20 (0)                        | Dubbelkoppen, Hangbuiken, Trapkarren, Trapwagens | 901, 903: 1989 902, 904-920: 1990                                                                | 1990 r.         |
|            | 12G 817-841                                                | BN        | 25 (0)                        | Hangbuiken, Trapkarren, Trapwagens               | 817: 1990 818-841: 1991                                                                          | 1991 r.         |
|            | Combino 13G/C1/C1A C1: 2001-2130, 2145-2151 C1A: 2131-2144 | Siemens   | 151 (151)                     | Combino jest oznaczeniem fabrycznym              | 2001: 2001 2002-2048, 2051-2013: 2002 2049-2050, 2054-2124: 2003 2125-2147: 2004 2148-2151: 2005 | 2002 r.         |
|            | Combino 14G/C2A C2A: 2201-2204                             | Siemens   | 4 (4)                         | Combino jest oznaczeniem fabrycznym              | 2201-2204:; 2002                                                                                 | 2002 r.         |
|            | CAF Urbos 15G R-net: 3001-3025 blue-white: 3026-3063       | CAF       | 72 (72)                       | Urbos jest oznaczeniem fabrycznym                | 2019-2022                                                                                        | 2020 r.         |

## Linie tramwajowe
Amsterdam jest obecnie jedynym miastem w Holandii, które wykorzystuje kolory jako dodatkowe oznaczenie linii tramwajowych
| Linia -numer i -kolory | Trasa                                                 | Przez                                                         | Długość |
| ---------------------- | ----------------------------------------------------- | ------------------------------------------------------------- | ------- |
| 1                      | Centraal Station – Osdorp De Aker (Matterhorn)        | Leidseplein, Surinameplein, Station Lelylaan                  | 10,4 km |
| 2                      | Centraal Station – Nieuw Sloten (Oudenaardeplantsoen) | Leidseplein, Hoofddorpplein                                   | 9,1 km  |
| 3                      | Zoutkeetsgracht – Muiderpoortstation                  | Museumplein, Ceintuurbaan                                     | 8,4 km  |
| 4                      | Centraal Station – Station RAI (Drentepark)           | Utrechtsestraat, Frederiksplein                               | 5,8 km  |
| 5                      | Centraal Station – Amstelveen (Binnenhof)             | Leidseplein, Museumplein, Station Zuid                        | 10,5 km |
| 7                      | Slotermeer – Flevopark                                | Leidseplein, Weesperplein                                     | 11,6 km |
| 9                      | Centraal Station – Diemen (Sniep)                     | Plantage, Watergraafsmeer                                     | 8,4 km  |
| 10                     | Westergasfabriek – Azartplein                         | Leidseplein, Weesperplein, Rietlandpark                       | 7,3 km  |
| 12                     | Station Sloterdijk – Amstelstation                    | Museumplein, Ceintuurbaan, Churchill-laan                     | 9,4 km  |
| 13                     | Centraal Station – Geuzenveld (Lambertus Zijlplein)   | Rozengracht, Mercatorplein                                    | 7,6 km  |
| 14                     | Slotermeer – Flevopark                                | Rozengracht, Dam, Plantage                                    | 12,7 km |
| 16                     | Centraal Station – De Boelelaan / VU                  | Vijzelstraat, Museumplein, De Lairessestraat, Amstelveenseweg | 7,3 km  |
| 17                     | Centraal Station – Osdorp (Dijkgraafplein)            | Rozengracht, Kinkerstraat, Station Lelylaan                   | 10,0 km |
| 24                     | Centraal Station – De Boelelaan / VU                  | Vijzelstraat, Museumplein, Beethovenstraat, Amstelveenseweg   | 6,0 km  |
| 26                     | Centraal Station – IJburg (Pampuslaan)                | Passagiersterminal, Rietlandpark, Piet Heintunnel             | 8,5 km  |